# 孟侯
孟侯（？—？），山西人。清朝官員，舉人出身的孟侯於1757年（乾隆22年）接替傅爾泰，於台灣擔任台灣府台灣縣知縣。管轄約今台灣南部之嘉義縣、嘉義市、台南縣、市全境及高雄縣部份區域。該區域面積約為4500平方公里，也是清治時期台灣島之漢人集中地所在。
| 前任： 傅爾泰 | 台灣府台灣縣知縣 1757年上任 | 繼任： 宋清源 |